# Certhilauda curvirostris
Cotovia-de-bico-comprido ou cotovia-de-bico-comprido-do-cabo (Certhilauda curvirostris) é uma espécie de ave da família Alaudidae.
Pode ser encontrada nos seguintes países: Angola, Lesoto, Namíbia, África do Sul e Essuatíni.
Os seus habitats naturais são: matagal árido tropical ou subtropical e campos de gramíneas subtropicais ou tropicais secos de baixa altitude.